# René Guiette

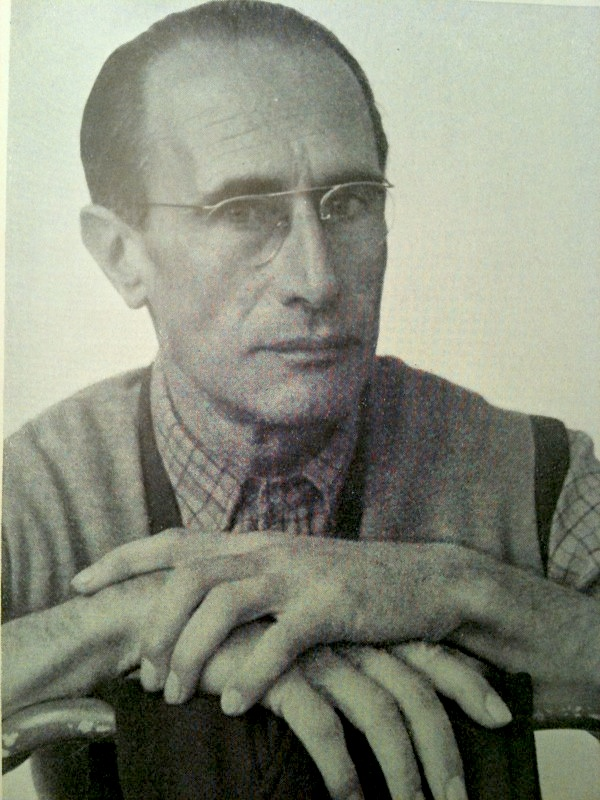
René Guiette

René Émile Étienne Guiette (Antwerpen, 13 oktober 1893 - Wilrijk, 19 oktober 1976) was een Belgische kunstschilder.
René Guiette was de zoon van de luministische schilder Jules Guiette en broer van filoloog en dichter Robert Guiette. Hij was oorlogsvrijwilliger en studeerde daarna oosterse filologie. Hij verbleef net als zijn broer een tijd in Parijs. Vanaf 1919 begon hij te schilderen. Zijn stijl gaat over van expressionisme naar kubisme en postkubisme, en ten slotte naar Oosters geïnspireerde abstracte kunst.
Zijn vriend Le Corbusier bouwde zijn huis in Wilrijk-Antwerpen (het enige gebouw van Le Corbusier in België)
De authenticiteit van zijn artistieke en intellectuele zoektocht maakt van hem een van de interessantste figuren in het Belgische kunstlandschap van de 20ste eeuw. Hij geniet lang niet de bekendheid van zijn collega en vriend René Magritte, maar toch exposeerden ze regelmatig samen en genoot Guiette bij leven een reputatie als een van de beste abstracten van België. Guiettes werk leunt soms aan bij de art brut, soms bij een meer meditatieve stijl.
Het basiswerk over deze kunstenaar is René Guiette, van Manuela de Kerchove d'Ousselghem en Serge Goyens de Heusch, Antwerpen, Mercatorfonds, 1991, 408 bladzijden, geïllustreerd. Laatstgenoemde schreef de tekst. Eerstgenoemde, kleindochter van René Guiette, verzorgde de chronologie, de oeuvrecatalogus (zo'n 3000 werken) en de bibliografie. Het boek verscheen gelijktijdig in het Frans (origineel) en het Nederlands (vertaling).
- Bibliothèque nationale de France: cb135643819 (data)
- Digitale Bibliotheek voor de Nederlandse Letteren: guie002
- Gemeinsame Normdatei: 119460122
- International Standard Name Identifier: 0000 0000 6653 6546
- Library of Congress Control Number: n91074305
- Musée national d'archéologie, d'histoire et d'art: lkl000882
- Nederlandse Thesaurus van Auteursnamen: 096098481
- PIC: 334799
- RKD-Nederlands Instituut voor Kunstgeschiedenis: 34550
- Système universitaire de documentation: 035670096
- Union List of Artist Names: 500058498
- Virtual International Authority File: 14938953
- WorldCat: E39PBJvxvRVvKKTmQYQq8GRR8C